# Medaillespiegel van de Olympische Winterspelen 1994
Op de Olympische Winterspelen 1994 in Lillehammer werden 183 medailles uitgereikt. In de tabel op deze pagina staat het medailleklassement. Het IOC stelt officieel geen medailleklassement op, maar geeft desondanks een medailletabel ter informatie. In het klassement wordt eerst gekeken naar het aantal gouden medailles, vervolgens de zilveren medailles en tot slot de bronzen medailles.
In de tabel heeft het gastland een blauwe achtergrond. Het grootste aantal medailles in elke categorie is vetgedrukt.
| Plaats | Land             | NOC    | Goud | Zilver | Brons | Totaal |
| ------ | ---------------- | ------ | ---- | ------ | ----- | ------ |
| 1      | Rusland          | RUS    | 11   | 8      | 4     | 23     |
| 2      | Noorwegen        | NOR    | 10   | 11     | 5     | 26     |
| 3      | Duitsland        | GER    | 9    | 7      | 8     | 24     |
| 4      | Italië           | ITA    | 7    | 5      | 8     | 20     |
| 5      | Verenigde Staten | USA    | 6    | 5      | 2     | 13     |
| 6      | Zuid-Korea       | KOR    | 4    | 1      | 1     | 6      |
| 7      | Canada           | CAN    | 3    | 6      | 4     | 13     |
| 8      | Zwitserland      | SUI    | 3    | 4      | 2     | 9      |
| 9      | Oostenrijk       | AUT    | 2    | 3      | 4     | 9      |
| 10     | Zweden           | SWE    | 2    | 1      | 0     | 3      |
| 11     | Japan            | JPN    | 1    | 2      | 2     | 5      |
| 12     | Kazachstan       | KAZ    | 1    | 2      | 0     | 3      |
| 13     | Oekraïne         | UKR    | 1    | 0      | 1     | 2      |
| 14     | Oezbekistan      | UZB    | 1    | 0      | 0     | 1      |
| 15     | Wit-Rusland      | BLR    | 0    | 2      | 0     | 2      |
| 16     | Finland          | FIN    | 0    | 1      | 5     | 6      |
| 17     | Frankrijk        | FRA    | 0    | 1      | 4     | 5      |
| 18     | Nederland        | NED    | 0    | 1      | 3     | 4      |
| 19     | China            | CHN    | 0    | 1      | 2     | 3      |
| 20     | Slovenië         | SLO    | 0    | 0      | 3     | 3      |
| 21     | Groot-Brittannië | GBR    | 0    | 0      | 2     | 2      |
| 22     | Australië        | AUS    | 0    | 0      | 1     | 1      |
| Totaal | Totaal           | Totaal | 61   | 61     | 61    | 183    |

Medaillespiegel Olympische Spelen aller tijden · Medaillespiegel Zomerspelen aller tijden · Medaillespiegel Winterspelen aller tijden
Medaillespiegel Zomerspelen
1896 · 1900 · 1904 · 1906 · 1908 · 1912 · 1920 · 1924 · 1928 · 1932 · 1936 · 1948 · 1952 · 1956 · 1960 · 1964 · 1968 · 1972 · 1976 · 1980 · 1984 · 1988 · 1992 · 1996 · 2000 · 2004 · 2008 · 2012 · 2016 · 2020 · 2024

Medaillespiegel Winterspelen

1924 · 1928 · 1932 · 1936 · 1948 · 1952 · 1956 · 1960 · 1964 · 1968 · 1972 · 1976 · 1980 · 1984 · 1988 · 1992 · 1994 · 1998 · 2002 · 2006 · 2010 · 2014 · 2018 · 2022
Alpineskiën · Biatlon · Bobsleeën · Freestyleskiën · Kunstrijden · Langlaufen · Noordse combinatie · Rodelen · Schaatsen · Schansspringen · Shorttrack · IJshockey